# Liste d'œuvres d'Émile Gallé
Cet article présente quelques œuvres d'Émile Gallé.

## Dessins
| Titre | Date | Lieu de conservation                  | Description         | Illustration |
| --- | ---- | ------------------------------------- | ------------------- | ------------ |
| Aux armes des familles de Villeneuve des Arcs, de Trans, de Flayosc, de Tartonne, de Tourrette, de Bargemon, d'Esclapon et de Vence. | 1868 | Musée d'Orsay                         |                     |              |
| Aux armes des familles de Villeneuve des Arcs, de Trans, de Flayosc, de Tartonne, de Tourrette, de Bargemon, d'Esclapon et de Vence  | 1868 | Musée d'Orsay                         |                     |              |
| Modèle de blason aux armes de la famille Berthier de Lasalle                                                                         | 1868 | Musée d'Orsay                         |                     |              |
| étude pour un vase à monture de bronze                                                                                               | 1890 | Cooper–Hewitt, National Design Museum | Graphite sur papier |              |

## Faïence
| Titre                               | Date       | Lieu de conservation                      | Description | Illustration |
| ----------------------------------- | ---------- | ----------------------------------------- | ----------- | ------------ |
| Soupière en faïence de Raon-l'Étape | Fin XIXème | Musée Pierre-Noël de Saint-Dié-des-Vosges |             |              |
| Faïence anthropomorphe              |            | Musée d'Orsay                             |             |              |
| Figurine japonaise                  |            | Musée Charles de Bruyères                 |             |              |
| Porte pierre pyrogène               |            | Musée Charles de Bruyères                 |             |              |
| Soupière                            |            | Musée Charles de Bruyères                 |             |              |

## Mobilier
| Titre                             | Date | Lieu de conservation         | Description                         | Illustration |
| --------------------------------- | ---- | ---------------------------- | ----------------------------------- | ------------ |
| Bahut-étagère "La Berce des prés" | 1902 | Musée des beaux-arts de Lyon | Noyer et marqueterie de bois divers |              |

## Verrerie
| Titre                                                                     | Date          | Lieu de conservation                                           | Description | Illustration |
| ------------------------------------------------------------------------- | ------------- | -------------------------------------------------------------- | --- | ------------ |
| Vase aux lys et aux marguerites                                           |               | Petit Palais                                                   | Étude n° 4 pour un vase commandé par la comtesse Henri Greffulhe comme cadeau de mariage pour la princesse Marguerite de Chartres, d'où le décor de marguerites. Un quatrain du poète français Robert de Montesquiou, cousin de la comtesse, est inscrit sur le vase. cristal soufflé à plusieurs couches, inclusions de verre et de poussiière d'or, cabochons et anses rapportées à chaud. |              |
| '                                                                         |               | Musée d'Art et d'Industrie de Roubaix                          | |              |
| Vase Bignolia                                                             | 1925          | Musée de l'École de Nancy                                      | Signature en creux sur la pièce : Gallé Présenté sur son socle d'origine Verre à plusieurs couches, gravure |              |
| Mon patrimoine est la chimère                                             | 1889          | Musée des arts décoratifs de Paris                             | |              |
| De noir chagrin douce améthuyste                                          | 1889          | Musée des arts décoratifs de Paris                             | |              |
| vase "Seulette suis seulette veux être"                                   | 1889 (modèle) | Musée des arts décoratifs de Paris - Musée de l'École de Nancy | Vase présenté à l'Exposition universelle de Paris de 1889 et existant en six exemplaires. Verre multicouche, gravure. |              |
| Vol d'éphémères                                                           | 1889          | Musée des arts décoratifs de Paris                             | Achat par le musée des arts décoratifs de Paris en 1890 ; le thème est ensuite repris dans la coupe Il faut aimer. |              |
| Vase Africana                                                             | 1900          | Musée des arts décoratifs                                      | |              |
| Vase Magnolia                                                             | 1889          | Musée des arts décoratifs de Paris                             | |              |
| Vase orchidées                                                            | 1897          | Musée des arts décoratifs de Paris                             | |              |
| Vase "à des forêts qui ne sont plus"                                      | 1892          | Musée des arts décoratifs de Paris                             | |              |
| Vase "de la gangue épaisse sagesse pourrait comme un vase pur m'extraire" | 1889          | Musée des arts décoratifs de Paris                             | |              |
| Vase                                                                      | 1889          | Musée des arts décoratifs de Paris                             | |              |
| Vase Orphée                                                               | 1888-1889     | Musée des arts décoratifs de Paris                             | |              |
| Vase                                                                      | 1900          | Musée des beaux-arts de Dijon                                  | Annotation au dos : Quand Tu les touches, les montagnes fument. Ps CIV |              |
| Vase Espoir                                                               | 1889          | Musée de l'École de Nancy                                      | Vase de forme inspirée des lampes de mosquée de l'époque Mamelouk. Inscription : "Espoir / Et ma lumière / Elle luit au fond des maux", qui fait référence à l'espoir de la Lorraine d'être réunifiée après l'annexion de la Moselle par l'Allemagne. Présente à l'exposition universelle de Paris de 1889. |              |
| Vase Les Anémones de Pâques                                               | 1892          | Musée de l'École de Nancy                                      | Vase exposé lors du Salon du Champ-de-Mars de 1892 et représentant des anémones à divers degrés de floraisons : cette fleur s'éveille à l'époque de Pâques et l'association des deux est un symbole du renouveau et du changement. Inscriptions : "A mon ami / Henri / Hirsch" et "Les Anémones de Pâques". |              |
| Vase Orchidées                                                            | 1897          | Musée de l'École de Nancy                                      | Vase présentant de nombreux défauts et étant a priori une œuvre d'essai pour tester la technique de marqueterie. Roselyne Bouvier, professeure d'histoire de l'art à l'École des Beaux-Arts d'Épinal, considère que l'« harmonie colorée n'est pas très réussie ». L'orchidée représentée ici, d'une étonnante couleur orange, vient sans doute de Nancy et a été peinte par Paul Nicolas. Elle rentre dans les collections du musée de l'École de Nancy dès 1904, suivant l'avis d'Émile Gallé. |              |
| Vase Nuit japonais                                                        | 1900          | Musée de l'École de Nancy                                      | Ce vase rentre dans les collections du musée de l'École de Nancy dès 1904, suivant l'avis d'Émile Gallé et représente l'appropriation et l'adaptation d'une esthétique japonisante par l'artiste. |              |
| Coupe Il faut aimer                                                       | 1903          | Musée de l'École de Nancy                                      | Coupe réalisée à l'occasion du mariage d'Henry Hirsh, reprenant un modèle réalisé pour l'exposition universelle de Paris de 1889 et le décor de Vol aux éphémères. |              |
| Vase La Berce des prés ou Heracleum                                       | 1900          | Musée de l'École de Nancy                                      | Vase exposé dans la vitrine Repos de la solitude de l'Exposition universelle de Paris de 1900; l'œuvre est une prise de position de Gallé sur l'affaire Dreyfus, exprimant le souhait de Gallé de voir l'innocence d'Alfred Dreyfus prouvée. |              |
| La Main aux algues et aux coquillages                                     | 1904          | Musée de l'École de Nancy ; Musée d'Orsay (image ci-contre)    | Il s'agit probablement de la dernière œuvre réalisée par Émile Gallé. Deux exemplaires en sont connus. Un exemplaire de La Main aux algues (sans coquillages) est également connu et exposé au musée de l’École de Nancy. Un autre exemplaire qui serait plutôt un essai raté est passé en vente publique le 13 décembre 1970 à Versailles. |              |